# Йохан V фон Райфершайд
Йохан V фон Райфершайд (на немски: Johann V von Reifferscheid; * пр. 1376; † 26 октомври 1418) е господар на Райфершайд, Бедбург и Дик, байлиф на Виндек, Лин, Юрдинген и Кемпен.

## Произход и управление
Той е единствениият син на Хайнрих II фон Райфершайд († 1357/1361 или 1376), господар на Бедбург, и Рихардис фон Дик, наследничка на брат ѝ Герхард II фон Дик. Брат е на Рихардис, абатиса на „Св. Квирин“ в Нойс (1436), и на Метца, монахиня в Кьолн (1387).
Малко след като Йохан V фон Райфершайд поема управлението, през 1385 г. замъкът Райфершайд е обсаден от съюзените градове Кьолн и Аахен, архиепископите на Кьолн и Лиеж и от херцога на Юлих, понеже Йохан чрез множество грабежни походи в близките и по-далечни територии нарушава мира на страната. Обсадата остава обаче безуспешна и съюзническите войски се оттеглят след три месеца.

## Фамилия
Първи брак: пр. 14/24 декември 1377 г. с Рихардис фон Боланд († между 1395 – 12 август 1399), дъщеря на Арнолд II фон Боланд, господар на Боланд, Щолценбург († 1370/1372) и Мария фон Лооц († сл. 12 май 1408). Те имат две дъщери:
- Маргарета (Мехтилд I/Метца) († сл. 1451), наследничка на Бедбург, омъжена 1403 г. за граф Вилхелм I фон Лимбург († ок. 1450)[2]
- Юта († 28 октомври 1485), абатиса на Вилих (1440 – 1457), абатиса на Св. Квирин в Нойс 1459

Втори брак: на 12 август 1399 г. с Юта фон Кулембург от Нидерландия († сл. 1428), дъщеря на Герит I ван Кулемборг († 1394) и Баерте ван Егмонд († 1411). Те имат децата:
- Йохан VI фон Залм-Райфершайд (* 1418; † 28 септември 1475), първият граф на Залм-Райфершайт, женен на 30 март 1445 г. за Ирмгард фон Вефелингхофен († 1474)
- Райнхард († сл. 1443), женен I. пр. 6 януари 1414 г. за Рихарда фон Алфтер († пр. 22 февруари 1424), II. на 22 февруари 1424 г. за Маргарета фон Хайщер
- Маргарета, омъжена пр. 30 април 1425 г. за граф Гумпрехт I фон Нойенар († 1429)
- Мехтилд II († сл. 1461), омъжена на 7 април 1420/1429 за Йохан фон Хорн, сенешал на Брабант († 28 юни 1447)[6]
- Рикарда († сл. 1450), монахиня в Св. Клара в Нойс